# 保昌
保昌（穆麟德轉寫：boocang，1774年—1850年），字禹言，滿洲正藍旗人，費莫氏，清朝官员。

## 生平
官學生出身，以禮部筆帖式入仕。嘉慶十二年（1807年）升禮部主事，歷員外郎、山海關監督，遷郎中。嘉慶二十二年（1817年）升內閣侍讀學士。道光元年（1821年）授頭等侍衛，駐藏幫辦大臣。道光六年（1826年）署大理寺卿，不久授光祿寺卿。歷升盛京工部侍郎、兵部右侍郎、工部右侍郎、吏部右侍郎、倉場侍郎等職。道光十一年（1831年）出官熱河都統，升吉林將軍、黑龍江將軍、烏里雅蘇臺將軍、福州將軍。道光二十五年（1845年）升禮部尚書，兼署兵部尚書，隨即實授，加太子太保銜。道光三十年（1850年）卒於任。諡敬僖。